# Vaucheriales
Ordre
Les Vaucheriales sont un ordre d’algues de la classe des Xanthophyceae.

## Liste des familles
Selon AlgaeBase (19 mars 2022)
- Vaucheriaceae Dumortier, 1822